# Maison natale de Beatus Rhenanus
La maison natale de Beatus Rhenanus est un monument historique situé à Sélestat, dans le département français du Bas-Rhin. Beatus Rhenanus, forme latinisée de son nom Beat Bild est un lettré alsacien du XVIe siècle.
La collection Beatus Rhenanus, inscrite au registre « Mémoire du monde » de l’UNESCO, est conservée à Sélestat, et déposée à la Bibliothèque humaniste. Cette collection comprenait à la mort de Beatus, en 1547, environ 670 volumes reliés en cuir, parmi lesquels un lectionnaire mérovingien dit de Sélestat, et une édition du Livre des miracles de sainte Foy, attribuée à Bernard d'Angers, et datant du XIe siècle.

## Localisation
Ce bâtiment est situé au 8, rue Bornert à Sélestat.

## Historique
L'édifice fait l'objet d'une inscription au titre des monuments historiques depuis 1984.